# Brattfjellet
Brattfjellet är ett berg i Antarktis. Det ligger i Östantarktis. Norge gör anspråk på området. Toppen på Brattfjellet är 2 510 meter över havet.
Terrängen runt Brattfjellet är varierad. Trakten är obefolkad. Det finns inga samhällen i närheten. 